# ブハラ州
座標: 北緯40度10分 東経63度40分 / 北緯40.167度 東経63.667度
ブハラ州（ウズベク語：Buxoro viloyati、ロシア語：Бухарская область）は、ウズベキスタンの地方行政区画。ウズベキスタン南西部に位置し、ナヴォイ州、カシュカダリヤ州、ホラズム州、カラカルパクスタン共和国のほか、トルクメニスタンに隣接する。面積の大半は、キズィルクム沙漠である。

## 概要
ブハラ州は11の地区に分けられる。州都ブハラ（人口26.3万人）のほか、主要都市として、アラト、カラクル、ガラーシヤ、ガズリ、ギジュドゥヴァン、カガン、ロミタン、シャフィルカン、ヴァブケントがある。
気候は典型的な大陸性気候である。
石油、天然ガス、黒鉛、ベントナイト、大理石、硫黄、石灰岩などの天然資源を産出する。工業部門は、石油精製、綿花洗浄、織物などが盛んである。このほか、金刺繍、陶芸、彫刻などの伝統的なウズベク工芸品の生産も行われている。
また、ブハラの旧市街は、ユネスコの世界遺産に登録されており、国際的な景勝地として重要な観光資源となっている。

## 地方行政区画

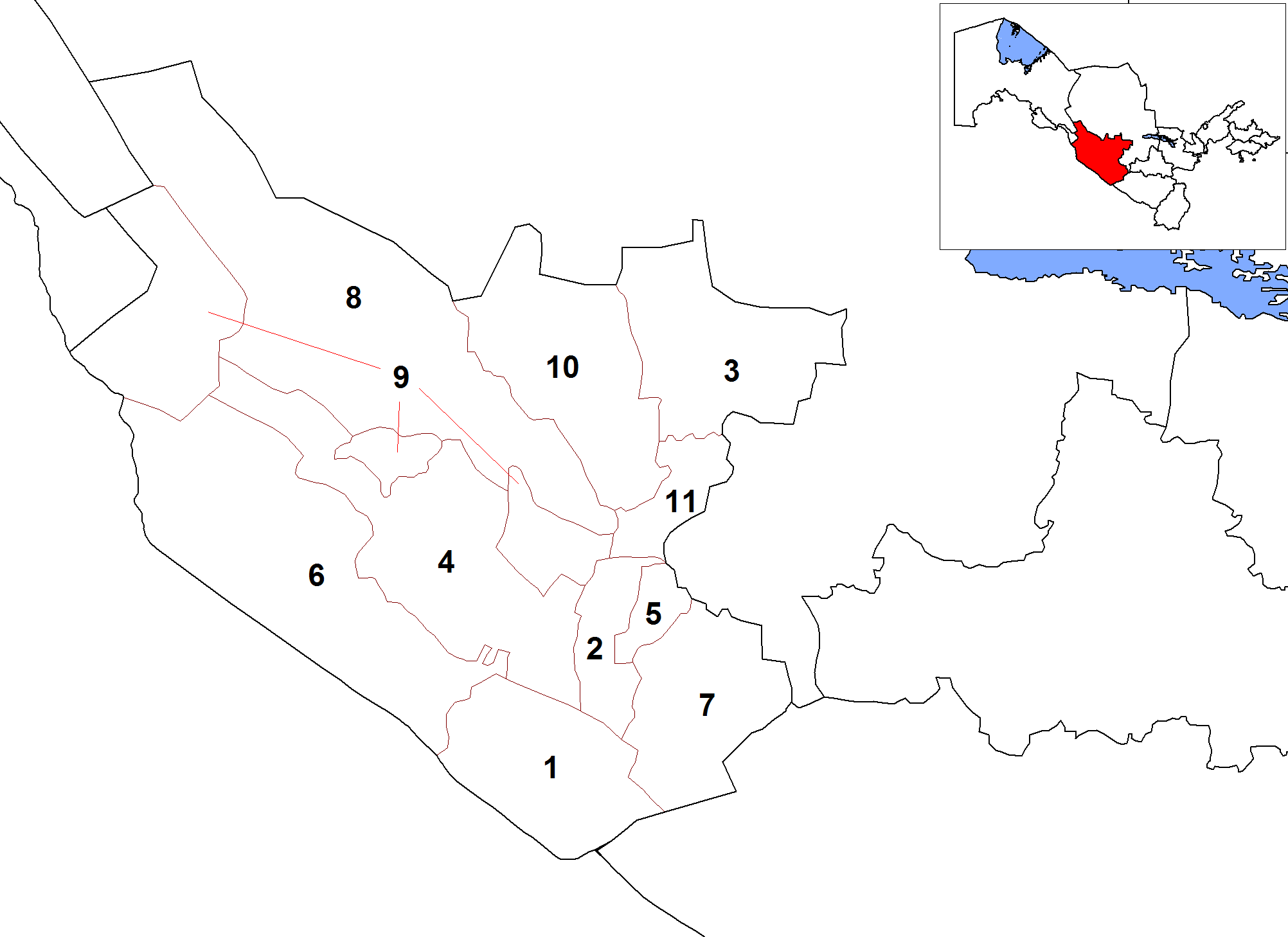
ブハラ州の地方行政区画

|    | 地区名                 | ウズベク語表記 | 行政機関所在地     | ウズベク語表記 |
| -- | ---------------------- | -------------- | ------------------ | -------------- |
| 1  | アラト地区             | Olot           | アラト             | Olot           |
| 2  | ブハラ地区             | Buxoro         | ガラーシヤ         | Galaosiyo      |
| 3  | ギジュドゥヴァン地区   | Gʻijduvon      | ギジュドゥヴァン   | Gʻijduvon      |
| 4  | ジャンダル地区         | Jondor         | ジャンダル         | Jondor         |
| 5  | カガン地区             | Kogon          | カガン             | Kogon          |
| 6  | カラクル地区           | Qorakoʻl       | カラクル           | Qorakoʻl       |
| 7  | カラウールバザール地区 | Qorovulbozor   | カラウールバザール | Qorovulbozor   |
| 8  | ペシュク地区           | Peshku         | ヤンギバザール     | Yangibozor     |
| 9  | ロミタン地区           | Romitan        | ロミタン           | Romitan        |
| 10 | シャフィルカン地区     | Shofirkon      | シャフィルカン     | Shofirkon      |
| 11 | ヴァブケント地区       | Vobkent        | ヴァブケント       | Vobkent        |

## 主要都市
- ブハラ Buxoro
- カガン Kogon
- ギジュドゥヴァン G'ijduvon
- シャフィルカン Shofirkon
- ヴァブケント Vobkent
- ガズリ Gazli
- ガラーシヤ Galaosiyo
- カラクル Qorakoʻl
- カラウールバザール Qorovulbozor
- ロミタン Romitan